# (4863) Yasutani
(4863) Yasutani es un asteroide perteneciente al cinturón de asteroides, descubierto el 13 de noviembre de 1987 por Seiji Ueda y el astrónomo Hiroshi Kaneda desde el Kushiro Marsh Observatory, Hokkaido, Japón.

## Designación y nombre
Designado provisionalmente como 1987 VH1. Fue nombrado Yasutani en honor a "Keiki Yasutani" fotógrafo astronómico conocido por sus fotografías de la Luna y Marte. Es miembro del Observatorio de Sapporo.

## Características orbitales
Yasutani está situado a una distancia media del Sol de 2,849 ua, pudiendo alejarse hasta 2,909 ua y acercarse hasta 2,789 ua. Su excentricidad es 0,020 y la inclinación orbital 2,181 grados. Emplea 1757 días en completar una órbita alrededor del Sol.

## Características físicas
La magnitud absoluta de Yasutani es 12,2. Tiene 9,807 km de diámetro y su albedo se estima en 0,35.